# Burchtruïne Achalm
De burchtruïne Alchalm is een kasteelruïne, gelegen boven Reutlingen en Pfullingen in Baden-Württemberg, Duitsland. Het ligt op de top van een heuvel (770m boven de zeespiegel), aan de rand van de Schwäbische Alb. In 1838 werden de ruïnes van het kasteel uit de 11e eeuw uitgebreid met een uitkijktoren.

## Geschiedenis
Het Kasteel Achalm werd rond 1030 door de gouwgraven Egino en Rudolf von Achalm gebouwd. De naam 'Achalm' lijkt te verwijzen naar een nabijgelegen stroom, de Ach, die door een bergweide (Alm) stroomt. Volgens de legende komt de naam van het kasteel echter van een andere oorsprong. Tijdens de bouw van het kasteel begonnen twee arbeiders te vechten. Graaf Egino scheidde de twee en sloot een van hen op in de kerker van het kasteel. Al snel ontsnapte de gevangene en toen hij Egino zag, stak hij hem neer. Zijn laatste woorden waren 'Ach Alm', het begin van 'Ach Allmächtiger' (Nederlands: Oh! Almachtige (God)). Zijn broer, die dacht dat hij zijn laatste woorden eerde, noemde het kasteel Achalm.

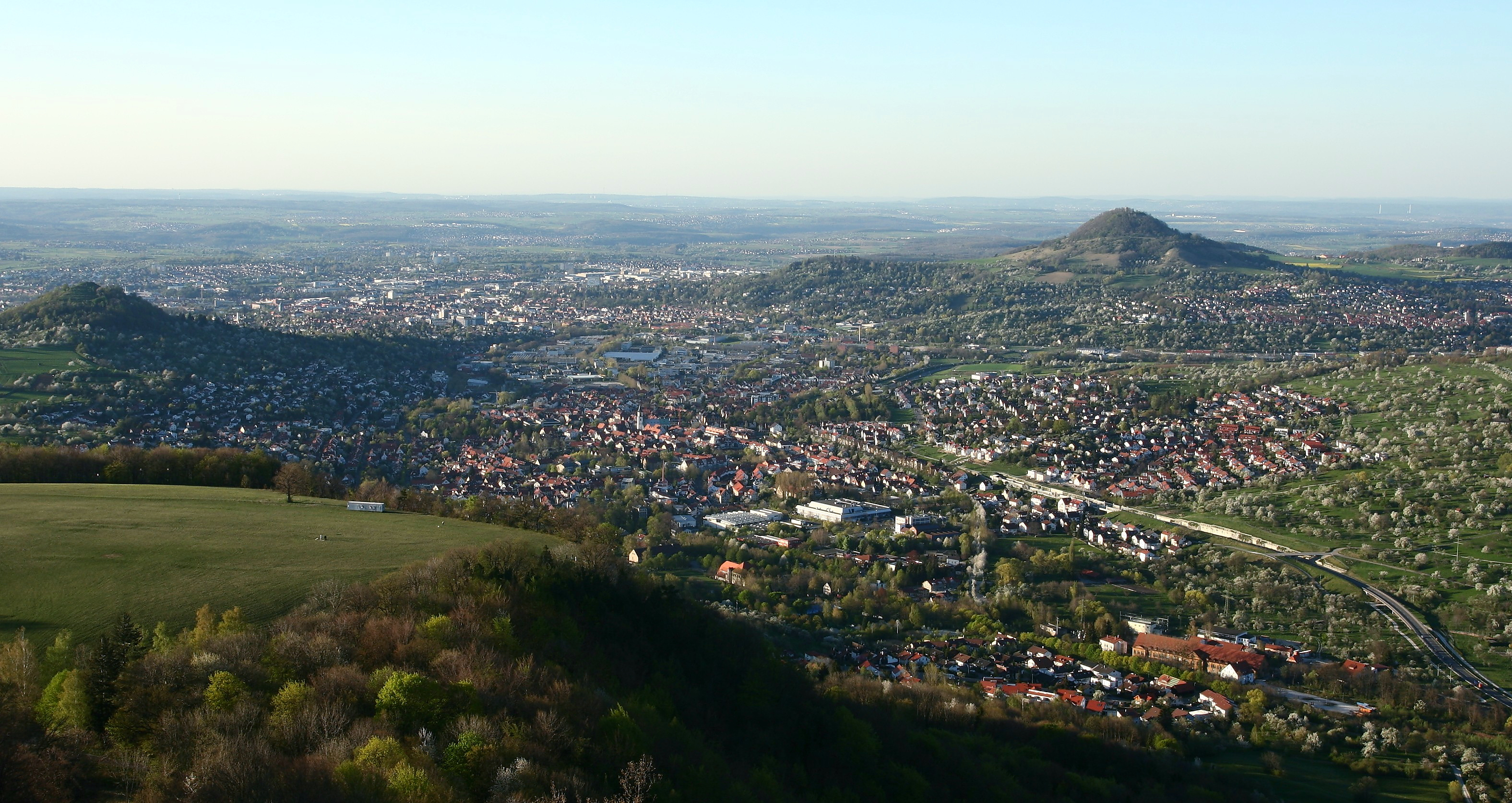
De Achalm is de meeste rechtse heuvel tegenover Pfullingen (zicht vanop de Schönbergturm)

Het kasteel werd in de 11e eeuw met een tweede toren uitgebreid. De von Achalm familie stierf echter kort daarna uit. Het kasteel ging over naar verschillende eigenaars, waaronder het huis Welf. In 1234 rebelleerde Koning Hendrik VII, de zoon van de Heilige Romeinse Keizer Frederik II, tegen zijn vader, de Keizer. De eigenaar van het Kasteel Achalm, Heinrich van Neuffen, koos partij voor de opstandige Koning Hendrik VII. Na de overwinning van de keizer op zijn zoon werd het Kasteel Alchalm het persoonlijke eigendom van de familie van de keizer, het huis Hohenstaufen. Het Kasteel Achalm bleef een tijd het bezit van Hohenstaufen. Het kasteel kwam daarna onder het toezicht van het huis Württemberg. In 1377 rukte Graf of Graaf Ulrich van Württemberg vanuit het kasteel op om de stad Reutlingen aan te vallen. Terwijl hij de stad belegerde, marcheerden troepen uit de Zwabische Stedenbond om de stad te verdedigen. De troepen van Ulrich werden verslagen en Reutlingen bleef een vrije rijksstad.
Tijdens volgende eeuwen begon het kasteel zijn militaire waarde te verliezen en begon het in te storten. Tijdens de laatste jaren van de Dertigjarige Oorlog, in 1650, werd het kasteel deels verwoest, om te voorkomen dat vijandelijke strijdmachten het kasteel zouden gebruiken als schuilplaats. Later werden de stenen weggehaald om in het dorp huizen te bouwen. In 1822 liet de toekomstige koning en keizer William I een stenen uitkijktoren bouwen op de grondvesten van de oude toren. De toren werd in 1932 hersteld en vernieuwd om hem voor instorting te behoeden.